# Yvonne Chaka Chaka
Yvonne Chaka Chaka (Dobsonville, Soweto, 1965. március 18. –) nemzetközileg elismert dél-afrikai énekesnő, dalszerző, „Princess of Africa”.

## Albumok
- I'm Burning Up (1986)
- Sangoma (1987)
- Thank You Mr. DJ (1987)
- I Cry For Freedom (1988)
- The Power of Afrika (1996)
- Back On My Feet (1997)
- Bombani (Tiko Rahina) (1997)
- Princess Of Africa: The Best of Yvonne Chaka Chaka (1999)
- Yvonne and Friends (2000)
- Yvonne and Friends (2001)
- Kwenzenjani (2002)
- Princess of Africa, Vol. 2 (2002)
- Celebrate Life (2006)